# Charles-Maximilien van Bemmel

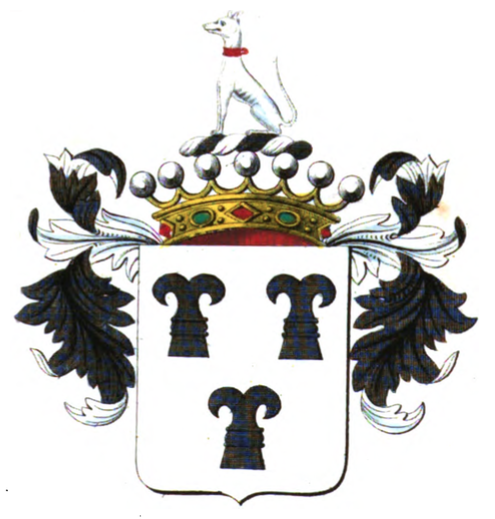
Wapen van de familie Van Bemmel

Charles Maximilien Philippe van Bemmel (Brussel, 26 februari 1778 - 27 september 1827) was een Zuid-Nederlands edelman.

## Geschiedenis
Hij was een zoon van Philippe van Bemmel, heer van Chenedisque, belastingdirecteur voor de staten van Brabant, en van Antoinette Bacon, nakomelinge van de Engelse kanselier sir Francis Bacon. Zijn oom Pierre-Joseph van Bemmel, kapitein-commandant van een ruiterijafdeling, werd in 1792 in de erfelijke adel opgenomen door keizer Frans II.
In de Nederlandse gemeente Bemmel staat nog het familiekasteel en graftomben van de familie. Behorende tot de Brabantse geslachten leverden de Van Bemmels burgemeesters in Antwerpen, Leuven, enz.

## Levensloop
Charles-Maximilien werd in 1823 in de erfelijke adel erkend onder het Verenigd Koninkrijk der Nederlanden. Hij kreeg tevens de titel baron, overdraagbaar op al zijn afstammelingen.
Hij trouwde in 1788 met Julie Schuermans (1791-1874), zus van de Brugse procureur des Konings. Ze kregen een zoon en twee kinderen die vroegtijdig overleden.
Hij promoveerde tot licentiaat in de wijsbegeerte en in de rechten aan de Universiteit Leuven. Later werd hij vrederechter in Brussel.
In 1799 moest hij om gezondheidsredenen de open lucht opzoeken en werd commissaris voor de boekhouding van kleine gemeenten in het kanton Gosselies. In 1805 werd hij lid van de Société de littérature de Bruxelles, waar onder meer Philippe Lesbroussart en Goswin de Stassart toe behoorden. Hij publiceerde een aantal poëtische teksten. In 1815 werd hij leraar in het koninklijk college in Gent.

## Eugène van Bemmel
De zoon, Eugène van Bemmel (1824-1880), promoveerde tot doctor in de rechten. Hij werd docent geschiedenis aan de normaalscholen van de stad Brussel en vervolgens professor middeleeuwse en hedendaagse geschiedenis aan de ULB. Hij werd rector van de ULB en gemeenteraadslid van Sint-Joost-ten-Node.
Hij trouwde in 1855 met Félicie Cousin (1833-1864). Ze kregen drie zoons die zonder verdere afstammelingen bleven. De familie doofde uit in 1926 bij de dood van Jules van Bemmel, zoon van Eugène.